# Incheon-Gletscher
Der Incheon-Gletscher ist ein rund 75 km langer, schnell fließender Gletscher an der Bakutis-Küste im westantarktischen Marie-Byrd-Land. Er fließt nordwestlich der Kohler Range in nördlicher Richtung in das Brennan Inlet östlich der Scott-Halbinsel, wo er in das Getz-Schelfeis mündet. Er gehört zu einem von neun Gletschern in diesem Gebiet, die aufgrund der globalen Erwärmung besonders rasch abschmelzen. Die weiteren acht Gletscher sind der der Genf-Gletscher, der Rio-Gletscher, der Berlin-Gletscher, der Kyoto-Gletscher, der Bali-Gletscher, der Stockholm-Gletscher, der Paris-Gletscher und der Glasgow-Gletscher.
Namensgeberin ist seit 2021 die südkoreanische Stadt Incheon, 2018 Veranstaltungsort der Tagung des Intergovernmental Panel on Climate Change zur Festlung des Ziels einer Beschränkung der globalen Erwärmung um maximal 1,5 °C im Vergleich zum vorindustriellen Zeitalter.